# Powiat Soo
Powiat Soo (jap. 曽於郡 Soo-gun) – powiat w Japonii, w prefekturze Kagoshima. W 2020 roku liczył 12 299 mieszkańców.

## Miejscowości
- Ōsaki

## Historia[2]

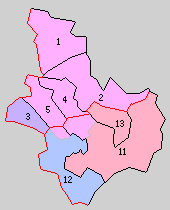
Powiat Soo w 1889 r.

Powiat Soo (jap. 囎唹郡) był częścią prowincji Ōsumi. 9 maja 1887 roku został podzielony na powiaty Nishisoo i Higashisoo.
- 1 kwietnia 1897 – w wyniku połączenia powiatów Higashisoo i Minamimorokata powiat Soo został ponownie utworzony. (11 wiosek)[3].
- 1 lipca 1913 – wioska Higashishibushi zdobyła status miejscowości i zmieniła nazwę na Shibushi. (1 miejscowość, 10 wiosek)
- 1 października 1922 – wioska Sueyoshi zdobyła status miejscowości. (2 miejscowości, 9 wiosek)
- 1 kwietnia 1924 – wioska Iwagawa zdobyła status miejscowości. (3 miejscowości, 8 wiosek)
- 1 kwietnia 1926 – wioska Takarabe zdobyła status miejscowości. (4 miejscowości, 7 wiosek)
- 1 stycznia 1936 – wioska Ōsaki zdobyła status miejscowości. (5 miejscowości, 6 wiosek)
- 20 stycznia 1955 – w wyniku połączenia miejscowości Iwagawa oraz wiosek Tsuneyoshi i Tsukino powstała miejscowość Ōsumi. (5 miejscowości, 4 wioski)
- 1 kwietnia 1955 – wioska Nogata została podzielona: część została połączona z wioską Nishishibushi, część z miejscowością Ōsumi, a reszta z miejscowością Ōsaki. (5 miejscowości, 3 wioski)
- 1 kwietnia 1956 – w wyniku połączenia wioski Ichinari i wioski Mobiki z powiatu Kimotsuki powstała miejscowość Kihoku. (6 miejscowości, 2 wioski)
- 1 kwietnia 1958: (8 miejscowości)
  - wioska Matsuyama zdobyła status miejscowości.
  - wioska Nishishibushi zdobyła status miejscowości i zmieniła nazwę na Ariake.
- 1 kwietnia 1972 – nazwa powiatu została zmieniona z 囎唹郡 na 曽於郡.
- 1 lipca 2005 – w wyniku połączenia miejscowości Ōsumi, Sueyoshi i Takarabe powstało miasto Soo. (5 miejscowości)
- 1 stycznia 2006: (1 miejscowość)
  - w wyniku połączenia miejscowości Ariake, Matsuyama i Shibushi powstało miasto Shibushi.
  - miejscowość Kihoku została włączona w teren miasta Kanoya.